# Jardín Botánico de Cheyenne
El Jardín Botánico de Cheyenne en inglés : Cheyenne Botanic Gardens, es un jardín botánico de 3.2 hectáreas (8 acres) de extensión que se encuentra en el Lions Park de Cheyenne, Wyoming. 
El Cheyenne Botanic Gardens aún no es miembro del "Botanic Gardens Conservation Internacional" (BGCI).

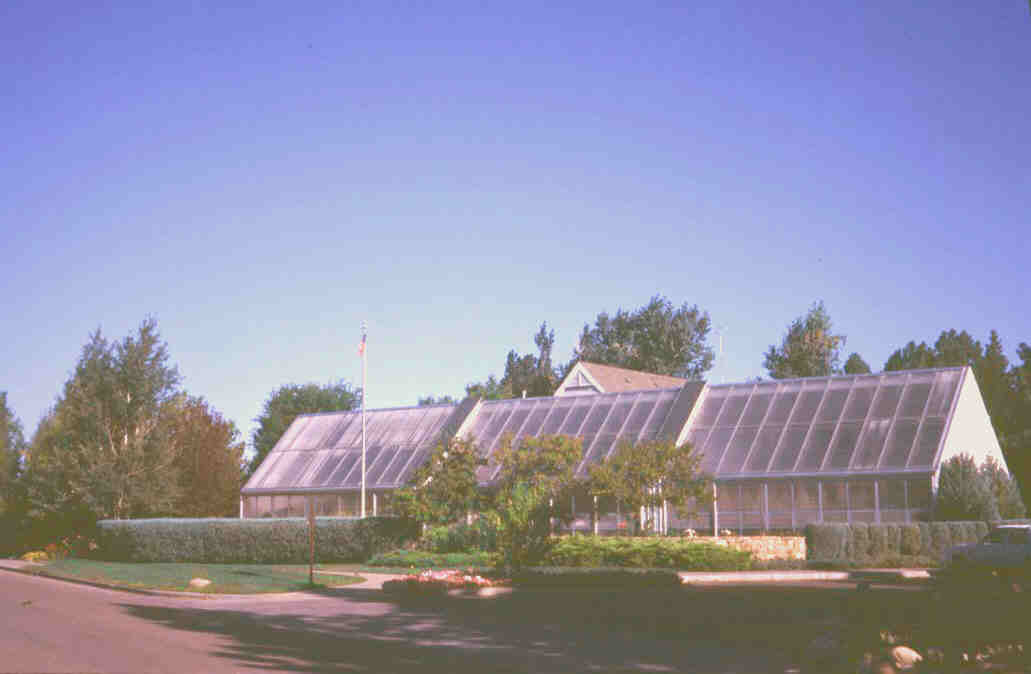
El invernadero solar.

## Localización
Cheyenne Botanic Gardens, 710 S. Lions Park Drive Cheyenne, Laramie County, Wyoming WY 82001 United States of America-Estados Unidos de América.
Planos y vistas satelitales.41°9′32.4″N 104°49′50.16″O / 41.159000, -104.8306000
Este jardín botánico tiene como asociado el High Plains Arboretum que se encuentra ubicado a cinco millas al noroeste de Cheyenne a una altitud de 6200 pies.

## Historia
Los jardines comenzaron como una visión en 1977 para construir por parte de una organización sin ánimo de lucro, un invernadero con calefacción solar fotovoltaica. Hoy en día, el invernadero de 6,800 pies cuadrados (630 m²) consta de tres invernaderos. El primero está lleno de plantas tropicales, hierbas y jardines de cactus, y un estanque cascada lleno de peces Koi. El segundo se utiliza principalmente para el cultivo de hortalizas, con camas de lechuga, cebollas, coles, brócoli, zanahorias, etc. La tercera se utiliza como vivero y se centra en la propagación de plantas de las camas de cultivo y las flores de los jardines del jardín botánico y todas las flores para el sistema de parques de Cheyenne. Fuera hay muchos jardines con plantas perennes, anuales, flores silvestres, rosas, hierbas y cactus.
El Jardín Botánico de Cheyenne en Cheyenne debe lidiar con uno de los climas más duros en los 48 estados más bajos. Cheyenne ocupa el lugar # 1 en las tormentas promedio de granizo (10 por año), cuarto en la velocidad del viento media diaria (promedio diario de 13   mph), tiene la menor cantidad de días con la cubierta de nieve de invierno en comparación con otras ciudades en la zona delantera central de las Montañas Rocosas, se sienta a altura de 6.000   ft. que hace que las noches sean más frescas por lo que es más difícil conseguir que las plantas maduren. Cheyenne también tiene a finales de primavera unas temperaturas impredeciblemente bajas y heladas tempranas de otoño.
Una de las características de este jardín botánico es el gran número de amigos del botánico que colaboran desinteresadamente en su mantenimiento, generalmente sénior con terapias ocupacionales de trabajo en el botánico. El "Cheyenne Botanic Gardens" tiene una de las proporciones más altas-voluntario-a personal de cualquier jardín botánico: Más del 90% de la mano de obra física es proporcionada por mayor, los jóvenes y los voluntarios con discapacidad. Terapia hortícola Aplicada es una parte de la actividad cotidiana en el jardín botánico.
El invernadero está 100% climatizado con energía solar y el 50 por ciento de la electricidad del conservatorio también es alimentado por el sol. Ellos son el sitio más antiguo y uno de los sitios de demostración pública más grandes para la energía renovable de la zona Entremontañas del Oeste de los Estados Unidos.
El Jardín Botánico de Cheyenne funciona como un jardín botánico tradicional público, vivero municipal y jardín comunitario. Dentro de su conservatorio hay plantas tropicales, cascadas de agua, hierbas, cactus y los cultivos de alimentos. En la primavera se encuentra a más de 50.000 plantas de las camas que se cultivan por sus motivos ornamentales, así como para exhibiciones de flores en los parques y avenidas de Cheyenne.
En 2009, después de 3 años de recaudación de fondos y un año de construcción, la Aldea de los Niños de Paul Smith abrió sus puertas al público. La casi 2 millones de dólares recaudados para construir el jardín llegaron a través de los esfuerzos de recaudación de fondos de los Amigos de la fundación Cheyenne Botanic Gardens y no implican el uso de los ingresos tributarios u otros fondos públicos. Fue nombrado en honor al fallecido Paul Smith (sin relación con el director fundador Shane Smith), quien era el propietario de un hotel una vez notable, The Hitching Post Inn. Paul Smith era un partidario del mantenimiento a largo plazo de los Jardines Botánicos de Cheyenne y filántropo local.
El tema del Jardín de los Niños de Paul Smith está basado en la sostenibilidad en el pasado, presente y futuro, y cuenta con el molino de viento de un granjero, la bomba del pozo solar, tornillo de Arquímedes, aerogeneradores de generación eléctrica con eje vertical, estanque, jardín secreto, tipis, efecto invernadero, cúpulas geodésicas, huertas, artes de la zona, obras de agua, estanques y el aula del Descubrimiento / laboratorio de Lowe calentado y alimentado por energía solar (donado por la Fundación de Lowe Home Improvement).
Herbert Schaal, un arquitecto del paisaje altamente galardonado con AECOM, siempre en el diseño de la Aldea de los Niños. Este diseño ha ganado 2 premios del Capítulo de la Asociación Americana de Arquitectos Paisajistas de Colorado. El sitio para la Aldea de los Niños se centra en lo que solía ser una tienda de parques de la ciudad. Este sitio incluye un amplio garaje de piedra de la zona (ahora el aula / laboratorio) y la pared de roca que rodea ahora a la Aldea de los Niños. El garaje y la pared se construyeron a principios de 1930 como parte de una de las obras de la Works Progress Administration (un programa de capacitación laboral en la era de la gran depresión).
Este Jardín Botánico ha recibido numerosos premios relacionados sobre todo con la forma innovadora en que se hacen las cosas relacionadas con los voluntarios y las energías renovables. Estos premios han venido de tres presidentes de Estados Unidos diferentes: Reagan, George Bush (padre) y Clinton. Además, el director fundador, Shane Smith , del Jardín Botánico de Cheyenne le fue otorgado un "Loeb Fellowship" de la universidad de Harvard y el premio "Community Hero" del ex gobernador de Wyoming Jim Geringer.
Shane Smith , es el fundador y actual director. Shane Smith plantó la primera semilla en 1977 y ha guiado el proyecto desde entonces. Smith es también autor del libro "Greenhouse Gardener's Companion" y también trabaja como consultor del invernadero. Smith ha dado conferencias y consultado sobre los temas de la jardinería de los invernaderos, horticultura en la comunidad, la terapia de la horticultura y jardines botánicos comunitarios de más de 27 estados y 3 países. Smith también hace un programa de radio regularmente en Cheyenne, WY.
El plan maestro y muchos de los diseños del jardín botánico de Cheyenne fueron creados por el arquitecto paisajista, Herb Schaal, de la firma EDAW. Schaal es uno de los más premiados arquitectos paisajistas en los Estados Unidos y su trabajo tiende a centrarse en los jardines botánicos públicos y arboretos. También es bien conocido por sus diseños de jardines infantiles públicos. Schaal diseñó la Aldea de los Niños en el Jardín Botánico de Cheyenne, que abrió en 2009, el diseño ha ganado dos premios y se centra en la sostenibilidad y la jardinería. Schaal también creó el plan maestro para el High Plains Arboretum.
Es raro que un jardín botánico público se encuentra en una pequeña ciudad, tal como Cheyenne, WY (con una población de aproximadamente 60.000). Por lo general, requiere una comunidad de al menos medio millón de personas para apoyar tal empresa. El "Cheyenne Botanic Gadens" ha sido capaz de existir debido a su utilización de mano de obra gratuita, con su gran fuerza de voluntarios, el calor gratis (del invernadero con calefacción solar), la electricidad gratis (energía solar fotovoltaica). Por último, pero no menos importante es la eficaz fundación privada sin ánimo de lucro, "The Friends of the Cheyenne Botanic Gardens Foundation." Esta fundación provee increíblemente prácticamente todos los fondos de forma privada para el desarrollo de sus necesidades en una asociación pública / privada con la ciudad de Cheyenne.

## Colecciones
Este jardín botánico alberga numerosas plantas agrupadas en colecciones especiales tales como : 
- Rosaleda
- Jardín de hierbas
- Jardín de la paz
- Colecciones de plantas acuáticas
- Cactarium
- Plantas anuales y perennes
- Exposición de plantas de sombra e interior
- Plantas xerófitas

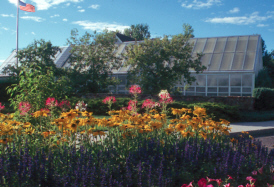
El invernadero del sur.

- Exposición del wetland (tierras húmedas) que nos muestran las plantas que eran importantes en el S.E. de Wyoming durante los últimos tres siglos (llamada: Rotary Century Plazas).
- Invernaderos que consta de tres estructuras (630 m²) con paneles solares que le suministran el 100 % de calor que necesitan y un 50 % de su consumo de electricidad. La primera se dedica a las plantas tropicales, los jardines de la hierba y de los cactus, y una charca llena de peces Koi, con una cascada. La segunda se utiliza sobre todo para los cultivos, con las camas de las lechugas, cebollas, coles, brócoli, zanahorias, etc. La tercera se centra en la propagación de las plantas de las exhibiciones del jardín y todas las flores que se utilizan en el sistema de parques de Cheyenne.